# Headhunter (álbum)
Headhunter es el séptimo álbum de estudio de Krokus, publicado por Arista Records en 1983. Este disco y el siguiente (The Blitz) marcaron el punto álgido en la carrera del grupo en cuanto a éxito comercial, en gran parte ayudado por la popularidad del heavy metal y el glam metal a mediados de los años 1980, subgénero este último al que Krokus se adhirió por ese entonces.
El corte que da nombre al disco y la power ballad "Screaming in the Night" fueron los temas más exitosos del álbum, el cual alcanzó certificación "oro" en los Estados Unidos. Headhunter, único disco de Krokus con el batería Steve Pace, fue producido por un especialista como Tom Allom, ingeniero y productor inglés que trabajó con nombres como Black Sabbath, Judas Priest o Def Leppard, entre otros, y precisamente el cantante de Judas Priest, Rob Halford participa en los coros de la canción "Ready to Burn".

## Lista de canciones
Cara A
1. "Headhunter" (Chris von Rohr, Fernando von Arb, Marc Storace, Butch Stone) – 4:30
2. "Eat the Rich" (von Rohr, von Arb, Storace, Stone) – 4:14
3. "Screaming in the Night" (von Rohr, von Arb, Mark Kohler, Storace, Stone) – 6:38
4. "Ready to Burn" (von Rohr, von Arb, Kohler, Storace, Stone) – 3:54

Cara B
1. "Night Wolf" (von Rohr, von Arb, Storace, Stone) – 4:10
2. "Stayed Awake All Night" (Randy Bachman) – 4:41
3. "Stand and Be Counted" (von Rohr, von Arb, Storace, Stone) – 4:07
4. "White Din" (von Rohr, von Arb) – 1:50
5. "Russian Winter" (von Rohr, von Arb, Storace, Stone) – 3:31

## Personal
- Marc Storace - voz
- Fernando von Arb - guitarra solista y rítmica, bajo, teclados
- Mark Kohler - guitarra rítmica y solista
- Chris von Rohr - bajo, teclados, percusión, batería
- Steve Pace - batería, percusión

Con
- Rob Halford - coros en "Ready to Burn"
- Jim Jamison - coros
- Bob Ketchum - efectos de sonido